# Centime

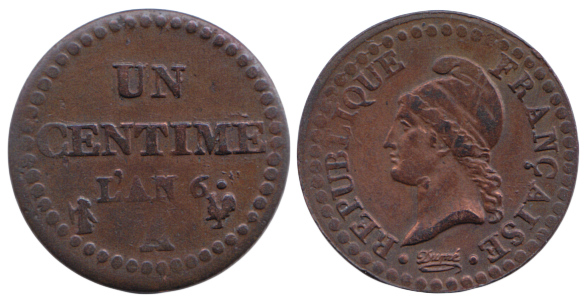
1 Centime, Frankreich 1797–98 (L’AN 6). Erstes Erscheinungsjahr.

1 Centime, Frankreich 1848

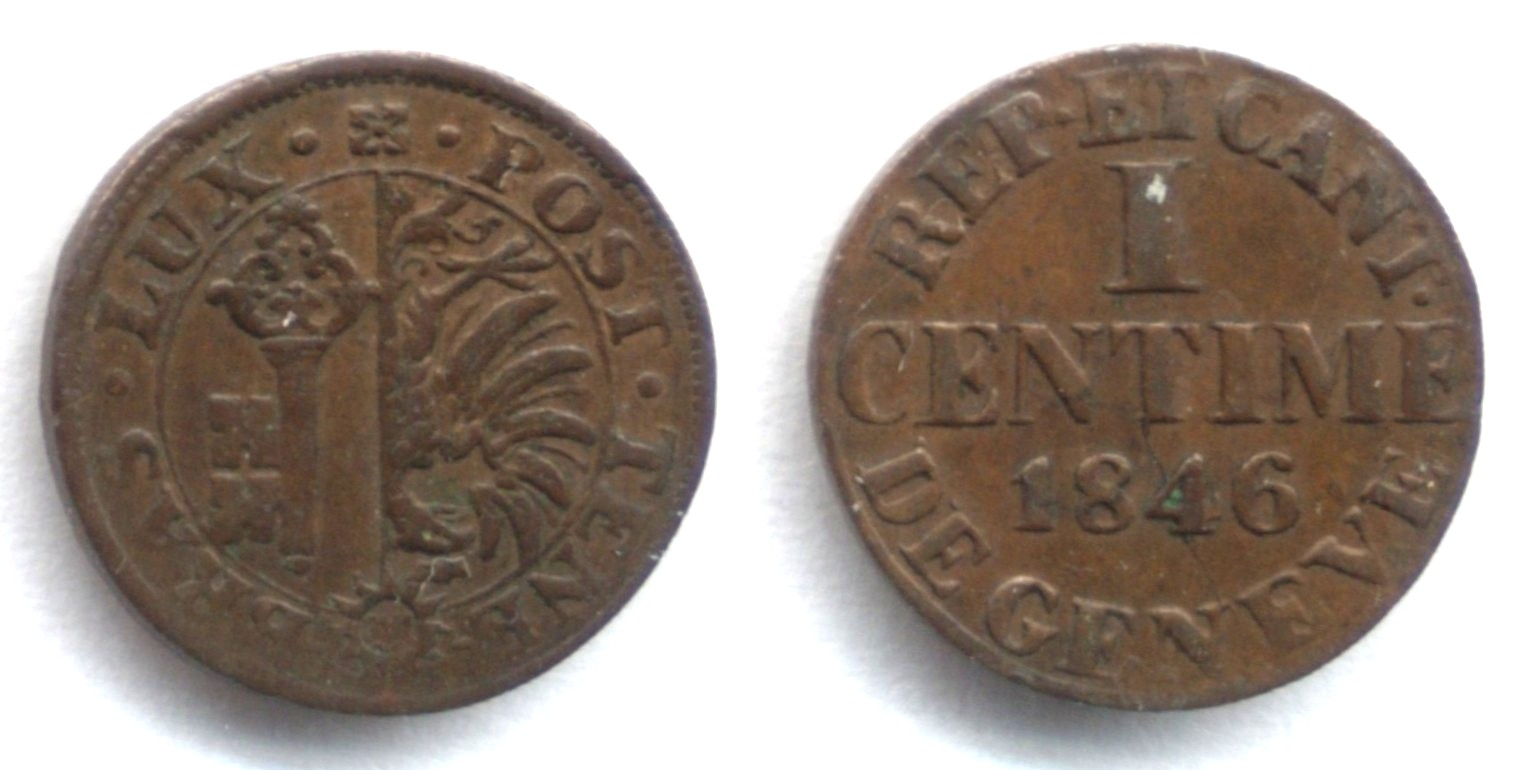
1 Centime, Genf 1846

Ein Centime (/sɑ̃tˈiːm/, französisch für Hundertstel, von französisch cent /sɑ̃/ „hundert“) ist in vielen, vor allem Französisch sprechenden Ländern die kleinste Währungseinheit (ein Hundertstel der jeweiligen Basiseinheit, vor allem ein Hundertstel Franc). Die Abkürzung ist meist Ct., in der Schweiz c. (Art. 1 MünzV), ansonsten auch c und CT, für den Plural Centimes cts, c. (Schweiz) oder auch C.
Die Geschichte des Centimes begann 1795, als in Frankreich mit dem Franc eine Dezimalwährung eingeführt wurde, der in 100 Centimes und anfänglich auch – parallel dazu – in 10 Décimes unterteilt war. Zahlreiche andere Staaten übernahmen dieses System, darunter die Staaten der Lateinischen Münzunion und viele französische Kolonien sowie Staaten der Zentralafrikanischen Wirtschafts- und Währungsgemeinschaft.
Der Centime wird in folgenden Ländern benutzt (in Klammern der Name der Basiseinheit):
- Äquatorialguinea (CFA-Franc BEAC)
- Burundi (Burundi-Franc)
- Demokratische Republik Kongo (Kongo-Franc)
- Dschibuti (Dschibuti-Franc)
- Algerien (Algerischer Dinar)
- Haiti (Gourde)
- Komoren (Komoren-Franc)
- Marokko (Marokkanischer Dirham)
- Ruanda (Ruanda-Franc)
- Schweiz, als französische Bezeichnung für den Rappen (Schweizer Franken)

Bis zur Einführung des Euros (1999/2002) war der Centime die kleine Währungseinheit in
- Belgien (Belgischer Franken)
- Frankreich mit Monaco und Andorra (Französischer Franc) und
- Luxemburg (Luxemburgischer Franc).

Der Eurocent wird auch heute noch in französischsprachigen Ländern als „Centime“ bezeichnet. 
Früher gab es Centimes außerdem noch in
- Neutral-Moresnet (Franc, bis 1919)
- Mali (Franc, bis 1984) und
- Madagaskar (Franc, bis 2005)